# Alfa Telescopii
Alfa Telescopii (α Telescopii, α Tel) je nejjasnější hvězda v souhvězdí Dalekohledu. Klaudios Ptolemaios ji zařadil do souhvězdí Jižní koruny, ovšem když Nicolas-Louis de Lacaille vytvořil souhvězdí Dalekohledu, přiřadil ji sem. 
Hvězda je od Země vzdálená přibližně 278 světelných let (85 parseků), její hmotnost je asi 5,2krát větší než hmotnost Slunce a poloměr je oproti slunečnímu větší asi 3,3krát, zářivý výkon je téměř 800 L☉.
Pravděpodobně se jedná o pomalu pulsující proměnnou hvězdu.